# Kakadi
Kakadi (en népalais : ककडी) est un comité de développement villageois du Népal situé dans le district de Bara. Au recensement de 2011, il comptait 3 991 habitants.